# Tan de repente
Tan de repente es una película argentino-holandesa en blanco y negro de 2002, dirigida por Diego Lerman y escrita por Lerman, María Meira y Eloisa Solaas, basada en la novela La prueba, escrita por César Aira y protagonizada por Tatiana Saphir, Carla Crespo, Veronica Hassan y Beatriz Thibaudin, entre otros. Dos jóvenes mujeres que son amantes pero no se consideran lesbianas se relacionan con una joven como ellas, empleada en una tienda de ropa interior quien, inicialmente presionada, termina viajando con la pareja, hasta recalar en Rosario, donde vive una anciana conocida de una de las chicas. Allí, las tres chicas, la anciana y dos jóvenes inquilinos suyos, convivirán unos días, poniendo a prueba sus sentimientos e identidades.     

## Sinopsis
Marcia es una empleada que trabaja en una pequeña lencería; hace seis años que migró a Buenos Aires proveniente del interior, vive sola y lleva una vida muy solitaria. En las primeras escenas hace una llamada telefónica y al contestar un hombre, cuelga, avergonzada. Mao es una joven que anda con Lenín (Verónica), otra joven de la cual es amante, sin considerarse lesbiana. De pronto ve en la calle a Marcia, otra joven de edad similar, y queda prendada de ella. Se acerca y le pregunta si quiere «coger». Marcia rechaza la propuesta por ser completamente desubicada, pero igual entabla diálogo con Mao, aunque con cierto fastidio. 
Mao y Lenín no trabajan, usan sevillanas, cometen pequeños delitos y quieren tener sexo con Marcia, que les teme. Van a un local de comidas rápidas. Lenín y Mao parecen pensar que Marcia no tiene experiencia amorosa y la presionan. Marcia les responde: «¿ustedes se piensan que porque soy gorda soy boluda?» Toman un taxi, se lo roban con la sevillana, secuestran a Marcia, le atan las manos a la espalda y le vendan los ojos. A pesar de hacer frío, van a las playas de la costa atlántica. Frente al mar, la desatan, le quitan la venda y la dejan en libertad. Lenín y Mao se van a bañar y Marcia las sigue. Al volver se quedan sin nafta y varadas en la ruta. Lenín y Mao comienzan a caminar y Marcia las sigue. A la noche un auto manejado por una mujer se detiene en la ruta y se ofrece a acercarlas. Les cuenta que trabaja en el acuario, con las orcas. Las deja en el camino. Entran a una parrilla y piden tres choripanes con cerveza. Consiguen un camionero que va para Rosario. En el camino atropella a una persona, a la que abandonan moribunda. 
En Rosario van a la casa de Blanca, una mujer grande, conocida de Mao, que vive en una casa humilde en la periferia de Rosario, que alquila habitaciones a una pintora, Delia, y a un estudiante de Biología, amante de las orcas, Felipe. Tarda en reconocerla pero finalmente la reconoce y dice su nombre: Verónica. Les alquila una habitación a las tres para pasar la noche. Mao y Marcia se van a la habitación y tienen relaciones sexuales, mientras Lenín/Verónica habla con Blanca de sus recuerdos de infancia en la casa. Felipe llega a la casa y las ve brevemente. «Me gustó» le dice Marcia a Mao, y esta le responde cortante que se duerma. Blanca y Verónica salen a llevarle unos huevos caseros a una vecina, donde un perro le muerde la mano a la joven. Mientras tanto Mao y Felipe salen de la casa a hacer algunas compras en un supermercado chino de barrio donde Mao hurta algunas cosas y luego se va a tomar un helado con Felipe. Marcia le pide ropa a la Delia. Cuando Lenín/Verónica vuelve, la encuentra a Marcia indignada por la indiferencia de Mao y le pregunta, «¿No te gustó ser lesbiana?» provocando la reacción inmediata de Marcia: «¡Yo no soy lesbiana!».
Marcia sale de la casa con Lenín y Delia y simula hacer una llamada desde un teléfono público a sus seres queridos. Hace luego otra llamada telefónica y nuevamente, al contestar un hombre, cuelga avergonzada. La pintora la ve triste a Marcia y le regala un cuadro donde se puede ver la silueta de tres mujeres juntas. Se ponen a hablar de violencias que sufrieron en la escuela, causadas por sus maestros.
Después de cenar los cinco jóvenes se sientan a ver a Blanca bailar y cantar un bolero que suena en el tocadiscos. Una vez a solas, Lenín y Marcia se pelean. Mao va a la habitación de Felipe a decirle que se quiere ir y quiere que él vaya con ella. Cuando toma su dinero, se pelean. Marcia llora de tristeza, y le cuenta a Lenín/Verónica que está triste porque el novio la dejó y se casó con una amiga y porque no tiene amigas. Lenin le cuenta un chiste sexual sobre la Mujer Maravilla, Súperman y el Hombre Invisible (Súperman va volando y la ve a la Mujer Maravilla abierta de gambas en una terraza. Decide bajar, cogérsela en 20 segundo y volver a volar. La Mujer Maravilla dice entonces: «¿Qué pasó?» Y contesta el Hombre Invisible: «No lo se, pero a mi me rompieron el culo»).          
Al día siguiente van todos al río. Alquilan un bote para remar, llamado «Sin palabra». Marcia y Delia disfrutan juntas el paseo. La cámara se detiene largos segundo en la cara ensimismada de Blanca. A continuación los cinco jóvenes y varias amigas de Blanca están en la casa, velándola. Murió de repente en el bote. Lenín/Verónica llora desconsoladamente en el hombro de Mao.
Delia se queda en la casa dándole de comer a las gallinas. Mao y Felipe viajan a ver a las orcas en el acuario. Marcia y Lenín/Verónica vuelven en micro a Buenos Aires; en la última escena, Lenín se apoya cariñosamente en el hombro de Marcia, para dormir. 
La película está dedicada a la memoria de Teodora Gelman, abuela del director.

## Reparto
- Beatriz Thibaudin (Blanca)
- Tatiana Saphir (Marcia)
- Carla Crespo (Mao)
- Veronica Hassan (Lenín)
- Marcos Ferrante (Felipe)
- María Merlino (Delia)

## Premios
- 2002, BAFICI - Buenos Aires Festival Internacional de Cine Independiente, Edición 4, Película, Premio Especial del Jurado
- 2002, BAFICI - Buenos Aires Festival Internacional de Cine Independiente, Edición 4, Película, Premio del Público
- 2002, Festival de Cine Iberoamericano de Huelva, Edición 28º, Largometraje, Colón de Plata al Mejor Guion
- 2002, Festival de Cine Iberoamericano de Huelva, Edición 28º, Largometraje, Carabela de Plata al Mejor Director Novel
- 2002, Festival Internacional del Nuevo Cine Latinoamericano, Edición 24º, Ficción, Primer Premio Coral